# Carrie Underwood
Vous lisez un « bon article » labellisé en 2010.
Pour les articles homonymes, voir Underwood.
Carrie Marie Underwood (née le 10 mars 1983 à Muskogee en Oklahoma) est une auteur-compositeur-interprète et actrice américaine. Son univers musical est proche de la country et de la pop. Elle est la gagnante de la quatrième saison d’American Idol aux États-Unis en 2005. Son premier album, Some Hearts, sorti en novembre 2005, est certifié sept fois disque de platine par la RIAA. Il devient l’album country qui s’est vendu le plus rapidement au classement album américain (Nielsen SoundScan). Some Hearts contient trois chansons devenues numéro 1 dans les classements américain et canadien : Jesus, Take the Wheel, Wasted et Before He Cheats. Some Hearts se vend à plus de sept millions d’exemplaires et devient la meilleure vente pour un premier album dans l’histoire de la musique country.
Son second album, Carnival Ride, sort le 23 octobre 2007. Il se vend à trois millions d’exemplaires aux États-Unis et contient trois tubes : So Small, All-American girl et Last Name. En deux albums, la chanteuse réussit à vendre dix millions de disques.
Son troisième album Play On sort le 3 novembre 2009. Le premier single de l'album, Cowboy Casanova, est diffusé à la radio country et sur Radio Disney France le 14 septembre 2009. Le single atteint la première place sur les palmarès country et fait de Carrie Underwood l'artiste avec le plus de TOP10 country (10) chez les femmes en solo de la décennie, suivie par Faith Hill et Martina McBride avec neuf récompenses chacune. Cowboy Casanova s'est vendu à plus de 1 million d'exemplaires, devenant ainsi son cinquième single certifié Platinum. En mai 2011, Carrie Underwood atteint un total de douze millions de ventes d'albums et devient l'artiste d’American Idol la plus vendue aux États-Unis, dépassant Kelly Clarkson. En revanche, Clarkson reste l'artiste d’American Idol la plus vendue dans le monde avec plus de 24,2 millions d'albums contre 16 millions pour Carrie Underwood,.

## Biographie

### Sa jeunesse
Carrie Marie Underwood est la fille de Stephen et Carole Underwood. Elle naît à Muskogee en Oklahoma et grandit dans la ferme de ses parents dans une petite ville rurale, Checotah en Oklahoma. Elle a deux grandes sœurs, Shanna Underwood Means et Stephanie Underwood Shelton. Son père, Stephen, travaillait dans une fabrique de papier et sa mère était institutrice. Elle commence à chanter dès l'âge de trois ans dans une église baptiste libre. Pendant son enfance, Carrie participe à différents évènements locaux à Checotah en tant que chanteuse. En 1996, elle est en négociation pour un contrat avec Capitol Records mais les négociations avortent quand la maison de disques change de direction.
Après des études secondaires à la Checotah High School, elle est admise à l’Université d'État Northeastern à Tahlequah et en sort avec un diplôme en communication option journalisme mention bien en 2006,. Pendant deux ans, durant l’été, elle chante au Northeastern’s Downtown Country Show à Tahlequah. Elle participe également à de nombreux concours de beauté à l'université et est sélectionnée comme finaliste Miss NSU-up en 2004.

## Carrières

### Carrière musicale

#### American Idol

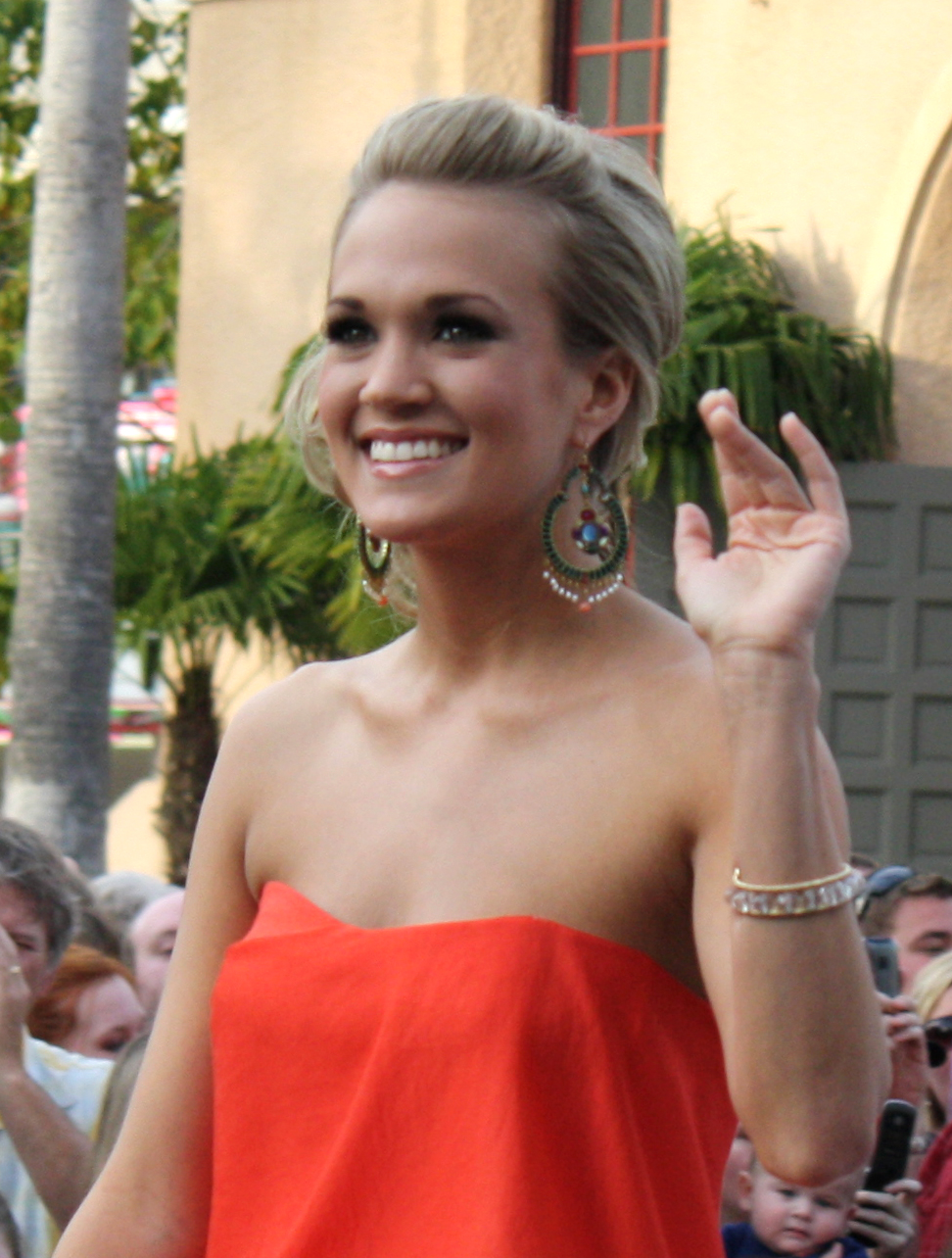
C. Underwood à l’American Idol Experience à Walt Disney World Resort.

Lors de l'été 2004, Carrie auditionne pour l’émission American Idol à Saint-Louis dans le Missouri. Quand elle passe l’audition, la chanteuse Paula Abdul, qui fait partie du jury, n’est pas présente, ce qui laisse aux seuls autres membres, Simon Cowell et Randy Jackson, la décision de faire entrer Carrie dans la compétition. L’émission commence le 22 mars 2005. Pour sa première prestation, Carrie chante Alone de Heart. Après son passage, Simon Cowell lui prédit que, non seulement elle remportera la compétition, mais en plus elle vendra plus de disques que les gagnants des précédentes éditions. Carrie remporte systématiquement les votes hebdomadaires. Pendant l’émission, un groupe de fan, appelé Carrie’s Care Bears (« les Bisounours de Carrie »), s’est créé. Le 25 mai 2005, Carrie sort gagnante de la quatrième saison d’American Idol.
Carrie Underwood revient l'année suivante pour chanter son single Jesus, Take the Wheel. Elle participe à la sixième saison d’American Idol pour faire la promotion de son single Wasted en mars 2007. Elle chante I'll Stand by You (reprise de The Pretenders) avec Kelly Clarkson, Rascal Flatts et d’autres, pour le concert Idol Gives Back. Lors de la septième saison d’American Idol en 2008, Carrie reprend une chanson de George Michael, Praying for Time, et chante son single Last Name pour la finale, le 21 mai 2008. Carrie enregistre la chanson Home Sweet Home qui se vend uniquement sur Itunes et dont les bénéfices sont reversés à l'association de défense des animaux The Humane Society of the United States. La chanson est interprétée par l'artiste lors de la finale de la huitième saison d’American Idol le 19 mai 2009.
Chansons reprises pendant American Idol 
| Semaine       | Thème                                                                | Chanson                                                            | Artiste original                                       | Résultat |
| ------------- | -------------------------------------------------------------------- | ------------------------------------------------------------------ | ------------------------------------------------------ | -------- |
| Demi-Finale 1 | Choix du candidat                                                    | Could've Been                                                      | Tiffany                                                | Sauvée   |
| Demi-Finale 2 | Choix du candidat                                                    | Piece of My Heart                                                  | Janis Joplin                                           | Sauvée   |
| Demi-Finale 3 | Choix du candidat                                                    | Because You Love Me                                                | Jo Dee Messina                                         | Sauvée   |
| Top 12        | Chanson années 1960                                                  | When Will I Be Love                                                | The Everly Brothers                                    | Sauvée   |
| Top 11        | no 1 au Billboard                                                    | Alone                                                              | Heart                                                  | Sauvée   |
| Top 10        | Années 1990                                                          | Independence Day                                                   | Martina McBride                                        | Sauvée   |
| Top 9         | Classique de Broadway                                                | Hello Young Lovers                                                 | Deborah Kerr                                           | Sauvée   |
| Top 8         | Année de naissance du candidat                                       | Love Is a Battlefield                                              | Pat Benatar                                            | Sauvée   |
| Top 7         | Musique de danse des années 1970                                     | MacArthur Park                                                     | Donna Summer                                           | Sauvée   |
| Top 6         | 21e siècle                                                           | When God-Fearin' Women Get the Blues                               | Martina McBride                                        | Sauvée   |
| Top 5         | Lieber & Stoller Classement Billboard actuel                         | Trouble Bless the Broken Road                                      | Elvis Presley Rascal Flatts                            | Sauvée   |
| Top 4         | Musique country Gamble & Huff                                        | If You Don't Know Me By Now Sin Wagon                              | Harold Melvin & the Blue Notes Dixie Chicks            | Sauvée   |
| Top 3         | Choix de Clive Davis Choix du candidat Choix du juré : Randy Jackson | Crying Making Love out of Nothing at All Man! I Feel Like a Woman! | Roy Orbison Air Supply Shania Twain                    | Sauvée   |
| Top 2 Finale  | Single d'Idol Choix du candidat Choix du Producteur                  | Inside Your Heaven Independence Day Angels Brought Me Here         | Carrie Underwood/Bo Bice Martina McBride Guy Sebastian | Gagnante |

#### 2005-2007:Some Hearts

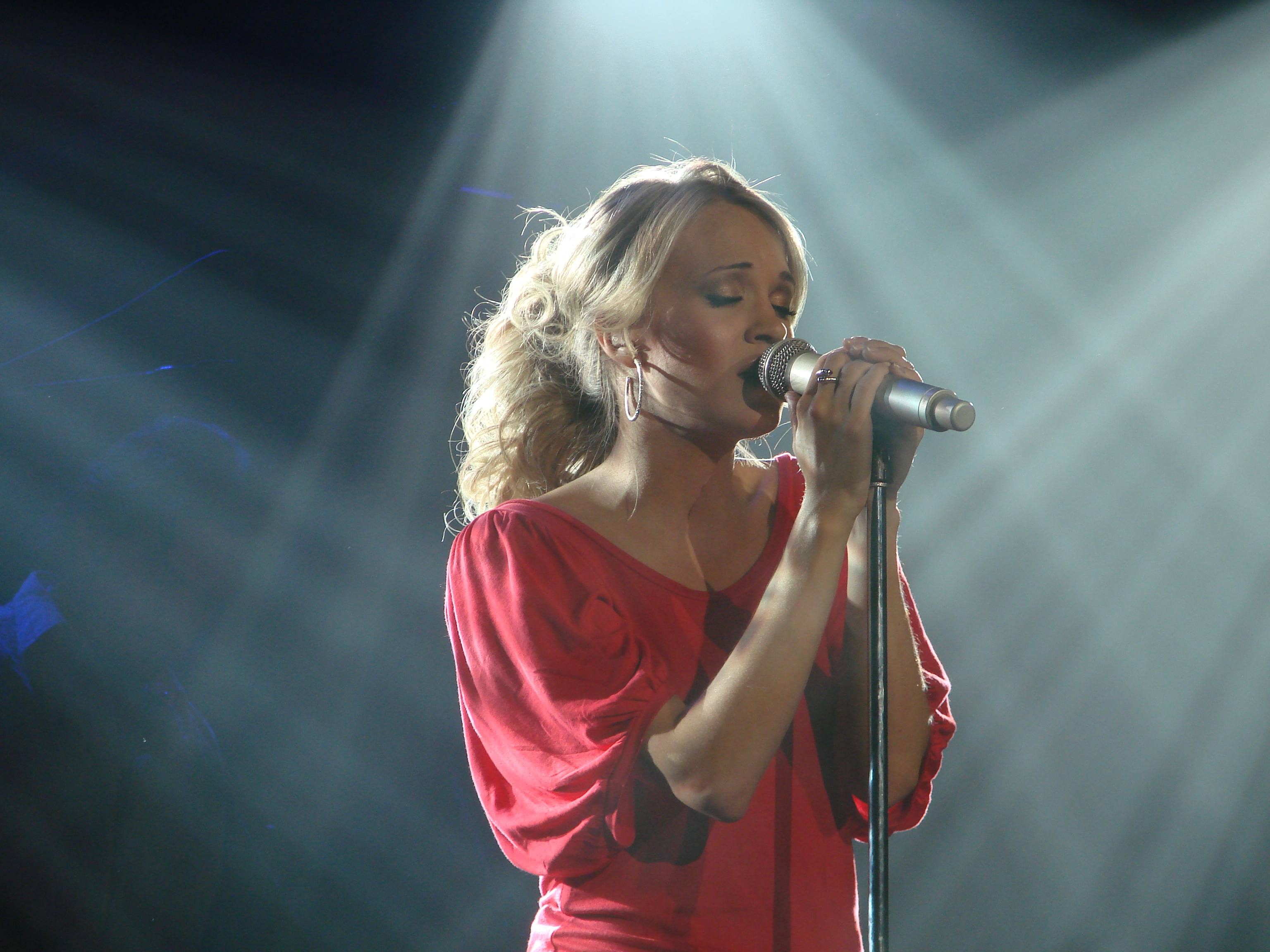
La chanteuse en concert en 2006

Après un premier single, Inside Your Heaven, sorti le 15 juin 2005, le premier album de Carrie, Some Hearts, sort le 15 novembre 2005 aux États-Unis. Il se propulse directement à la première place du top album country, numéro 2 au Billboard 200 et au digital album avec 315 000 ventes dès la première semaine. C'est le meilleur démarrage pour une artiste country depuis la mise en place du système SoundScan, qui compte les ventes pour les sorties en magasins, en 1991. Some Hearts se voit certifié sept fois disque de platine et devient l’album de country à se vendre le plus rapidement dans l’histoire du système SoundScan. L'album reste numéro 1 des ventes country pendant soixante-trois semaines jusqu'au 10 février 2007.
Le second single, Jesus, Take the Wheel, est lancé sur les radios le 18 octobre 2005. La chanson passe très régulièrement à la radio et débute tout de suite à la 39e place au Billboard Country Charts. Le 21 janvier 2006, elle atteint la première place et ce durant six semaines consécutives. Les auteurs de la chanson reçoivent le Grammy Awards 2007 pour la « meilleure chanson country de l’année » et Carrie Underwood remporte les Grammy Awards de la « révélation de l'année » et de la « meilleure performance vocale d’une artiste country féminine ». Elle est la première artiste vainqueur d’American Idol à être nommée et à remporter la catégorie « meilleure nouvelle artiste ». La chanson, Jesus, Take the Wheel, reçoit aussi le prix du « meilleur single country de l’année » au Gospel Music Association’s Award. À la fin de sa prestation de Jesus, Take the Wheel, aux Academy of Country Music Awards en 2006, elle reçoit une standing ovation. Pendant la cérémonie, elle remporte aussi les prix de la « révélation de l'année » et du « Single de l’année ».
C’est Don’t Forget To Remember Me qui est choisi comme troisième single de l'album. Il atteint la seconde place au Billboard Country Charts et la première place au classement radio Radio & Records Country Singles Charts.
Afin de promouvoir Some Hearts, Carrie Underwood entame sa première tournée en solo, intitulée Carrie Underwood: Live 2006. La tournée débute le 5 avril 2006 au Azalea Festival de Wilmington en Caroline du Nord et se termine le 30 décembre 2006 au Mystic Lake Casino de Prior Lake dans le Minnesota après quatre-vingt concerts à travers les États-Unis certains concerts avec comme invités Kenny Chesney et Brad Paisley.
Le 6 août 2006, Before He Cheats prend le relais en tant que quatrième single. Il devient numéro 1 au Billboard Country Charts la semaine du 11 novembre 2006 et ce durant cinq semaines consécutives. Ce single devient ainsi son troisième à atteindre la première place du classement des chansons country. Pour promouvoir le single, Carrie Underwood le chante lors de la quarantième cérémonie des Country Music Association Awards le 6 novembre 2006. Lors de cette soirée, elle remporte les prix de la « Révélation Country » et de la « meilleure chanteuse ».

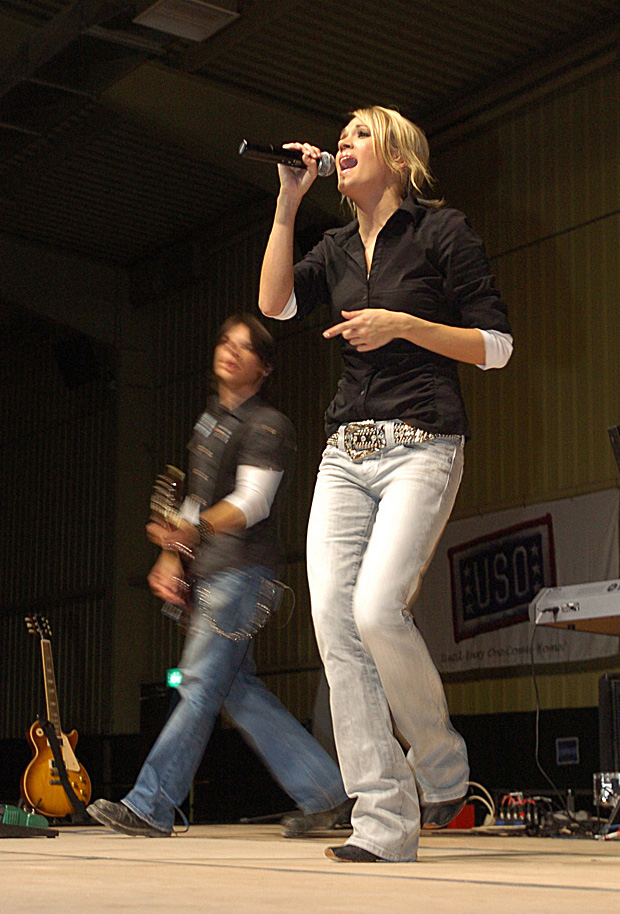
Carrie Underwood chantant pour les troupes de l'US Army en Irak.

Le 21 novembre 2006, Carrie est nommée aux American Music Awards dans les catégories « meilleure artiste féminine country » et « artiste de l'année ». Cette soirée-là, elle remporte le deuxième prix. Le 4 décembre 2006, elle gagne les prix de « meilleur album », « artiste country féminine », « révélation country », « album country de l’année » et « artiste féminine country de l’année du top 200 » aux Billboard Music Awards. En 2007, elle obtient les récompenses de l'« album de l’année », de l'« artiste féminine de l’année » et de la « vidéo de l’année » lors des Academy of Country Music Awards. En mars 2007, elle participe à l’émission Saturday Night Live pour chanter Before He Cheats et Wasted.
Le 11 avril 2007, son cinquième single Wasted arrive en tête du classement Billboard Country Charts le 21 avril 2007. Le 16 avril 2007, Carrie gagne les prix de « Vidéo de l’année », « Vidéo féminine de l’année » et « Réalisateur de l’année » pour le clip de Before He Cheats lors des Country Music Television Awards à Nashville dans le Tennessee.
Alors qu’elle travaille sur son deuxième album, Carrie Underwood fait une pause pour faire un voyage en Afrique du Sud à l’occasion d’une émission spéciale d’American Idol. Elle enregistre une version acoustique de la chanson I’ll Stand By You de The Pretenders qui est mis en vente sur Itunes et dont les bénéfices vont à des associations qui aident la population africaine. Le single atteint la deuxième place au classement d’Itunes. Elle apparaît également sur l’album, 5th Gear de Brad Paisley, pour un duo sur la chanson Oh Love. Elle participe aussi au Country Music Association Music Festival pour chanter Before He Cheats et Wasted.
Avec 6 951 000 exemplaires vendus aux États-Unis, Some Hearts est répertorié comme l'un des 100 meilleurs albums de tous les temps par le RIAA. En décembre 2009, Billboard annonce que c'est l'album country le plus vendu de la décennie, ainsi que le quatorzième album le plus vendu de tous les genres. Au 30 octobre 2007 l'album s'est vendu à 7 220 000 exemplaires dans le monde.
En août 2008, Jesus, Take the Wheel est certifié sonnerie de platine avec un million de ventes en sonnerie de téléphones portables. Elle est la première artiste country à avoir deux chansons certifiées sonnerie de platine. La deuxième chanson étant Before He Cheats.

#### 2007 à 2009:Carnival Ride

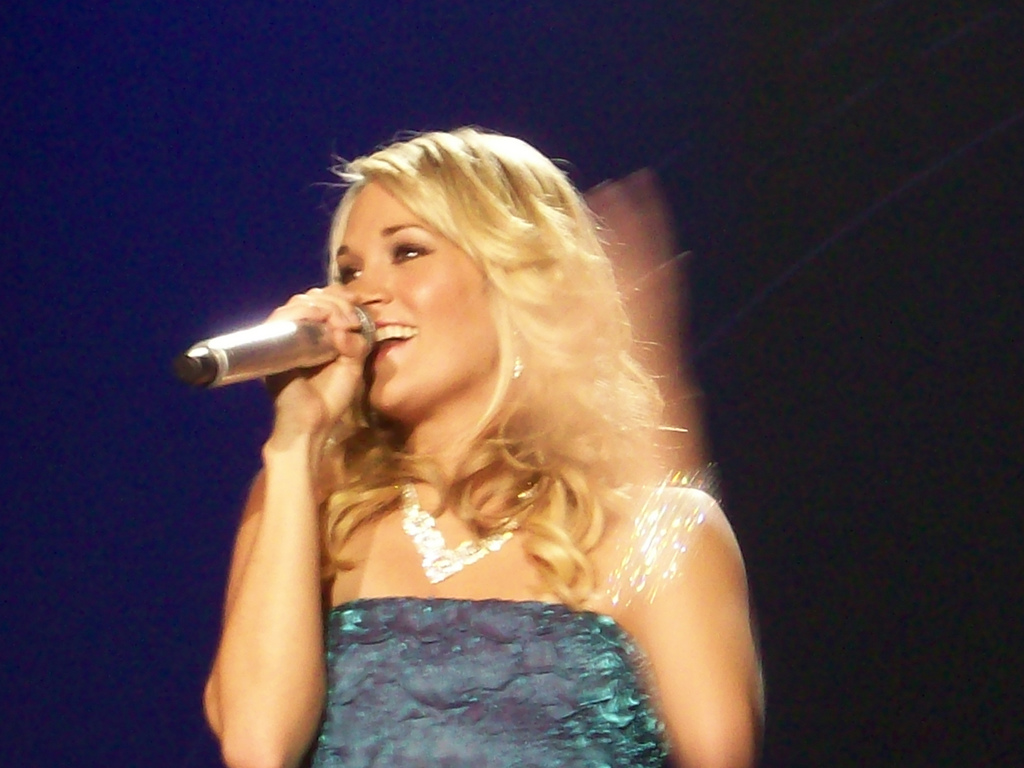
En concert en mai 2007.

Le second album de Carrie Underwood, Carnival Ride, sort le 23 octobre 2007. Le premier single So Small sort le 31 juillet 2007. Pour cet album, Carrie s’investit plus dans l’écriture que pour Some Hearts. Elle coécrit quatre chansons : All-American Girl, Crazy Dreams, Last Name et So Small. Carnival Ride est certifié double disque de platine le 14 décembre 2007.
En novembre 2007, elle participe à la bande originale du film de Walt Disney Pictures, Enchanted (Il était une fois...) en interprétant la chanson Ever Ever, After. Dans le clip vidéo de la chanson, Carrie apparaît, à la fois, en version animée et en réel comme les personnages du film. Elle participe à l’album de Noël Hear Something Country Christmas 2007 aux côtés d’autres artistes et reprend la chanson Do You Hear What I Hear?.
Carrie est nommée « meilleure artiste country » au Billboard 2007 et plus d’un million de lecteurs du magazine People choisissent Before He Cheats comme meilleure chanson de l’année 2007. Son second single, All-American Girl atteint la première place au Billboard Country Charts le 15 mars 2008.
En janvier 2008, Carrie Underwood part en tournée avec Keith Urban. La tournée, appelée Love, Pain and the Whole Crazy Carnival Ride Tour, se prolonge jusqu’en avril 2008. Le 10 février 2008, elle gagne les Grammy Awards dans les catégories « meilleure performance vocale d’une artiste country féminine » et « meilleure chanson country » pour le single Before He Cheats. Le 23 février 2008, elle revient au Saturday Night Live pour chanter All-American Girl et Flat On The Floor. Elle devient la onzième artiste country à participer à cette émission. Le 15 mai 2008, elle est invitée par Randy Travis pour être membre de la radio Grand Ole Opry. Le 10 mai 2008, elle y entre officiellement et est, à vingt-cinq ans, la plus jeune membre.
Le 9 avril 2008, Carrie reprend la chanson de George Michael, Praying For Time, pour l’émission American Idol : Idol Gives Back. Le single est commercialisé exclusivement sur Itunes et atteint la troisième place en moins de 24 heures. Le 19 mai 2008, Carrie ouvre la 43e cérémonie des Country Music Association Awards avec son troisième single Last Name et remporte le prix de la « meilleure Chanteuse » pour la deuxième fois. Ce single arrive à la première place au Billboard Country Charts, soit son troisième titre numéro 1 issue de l’album Carnival Ride et son septième numéro 1 sur les deux albums. Elle est la première artiste country à avoir deux albums consécutifs qui placent chacun trois singles en tête des classements country américains depuis 1998. Shania Twain était la dernière à avoir le même résultat avec les albums The Woman in Me et Come on Over.
Le 21 juillet 2008 sort Just a Dream, le quatrième single de Carnival Ride. Il arrive en tête du Billboard Country Charts le 8 novembre 2008. Elle devient ainsi la troisième artiste dans l’histoire de la musique country, après Rosanne Cash et Shania Twain, à avoir quatre singles du même album classés numéro 1.

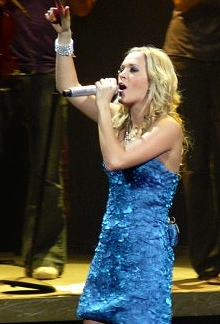
En concert au Nokia Theatre de Grand Prairie au Texas le 30 octobre 2008.

Le 5 septembre 2008, elle se joint à Rihanna, Beyoncé, Fergie, Ciara, Leona Lewis, Mariah Carey, Mary J. Blige, Miley Cyrus, Ashanti, Natasha Bedingfield et Keyshia Cole pour chanter Just Stand Up!, un single (avec LeAnn Rimes, Sheryl Crow et Melissa Etheridge en plus des chanteuses live) mis en vente pour la campagne anti-cancer, lors de l’émission du téléthon Stand up to cancer. La chanson est mise sur Itunes le 2 septembre 2008.
Le 12 novembre 2008, elle présente les Country Music Association Awards en compagnie de Brad Paisley. Elle remporte pour la troisième fois la récompense de la « meilleure chanteuse ». Elle coécrit une chanson, Not Tonight, pour Kristy Lee Cook, participante de la septième saison d’American Idol.
Elle est en tournée aux États-Unis pour le Carnival Ride Tour entre octobre 2008 et décembre 2008. Lors de la 35e édition des People Choice Awards, qui a lieu le 7 janvier 2009, Carrie Underwood remporte trois récompenses : « meilleure interprète féminine », « meilleure chanson country » pour Last Name et « wtar favorite des moins de 35 ans ». Pendant la cérémonie, elle interprète une chanson de son dernier album, I know you won't. Elle remporte un Grammy Award dans la catégorie « meilleure performance vocale d’une artiste country féminine » pour Last Name le 8 février 2009 à Los Angeles, lors de la soirée elle interprète ce titre gagnant.
Carrie Underwood remporte le titre de « Chanteuse de l'année » à la 44e cérémonie des Country Music Awards qui se déroule le 5 avril 2009 à Las Vegas. Elle y interprète son nouveau single I Told You So et un extrait de All American Girl.
Elle enregistre la chanson Home Sweet Home qui est vendue seulement sur Itunes et dont les bénéfices sont reversés à l'association de protection des animaux The Humane Society of the United States. La chanson est interprétée lors de la finale de la huitième saison d’American Idol le 19 mai 2009.
Elle est nommée dans la catégorie album aux Teen Choice Awards, présentés par les Jonas Brothers le 10 août 2009, mais ne remporte aucun prix.

#### 2009 à 2011:Play On
Carrie Underwood sort son troisième album studio le 3 novembre 2009 chez Arista à Nashville. USA Today révèle le 30 août 2009, que l'album s'intitule Play On en référence au titre de la dernière chanson de l'album. Trois singles promotionnels sont disponibles sur iTunes avant la sortie de l'album. L'album débute au sommet à la fois pour Nielsen SoundScan et dans les classements country la même semaine, avec une vente de près de 318 000 exemplaires. Il fait également ses débuts comme numéro un au Billboard 200 et bat des records de ventes la première semaine pour une artiste en 2009. Quelques semaines plus tard Susan Boyle fait mieux en vendant 701 000 exemplaires de son premier album en une semaine. Finalement, Carrie Underwood devient la troisième artiste ayant vendu le plus d’albums la première semaine de 2009. C'est le deuxième meilleur score d'un album country en 2009, après les 351 000 ventes de Unstoppable des Rascal Flatts.
Le chanteur RnB Ne-Yo participe à l'écriture de ce nouvel album. Le premier single extrait de l'album, Cowboy Casanova, coécrit par Underwood, Brett James et le producteur de hip-hop Mike Elizondo, sort officiellement le 14 septembre mais après qu'une version démo de la chanson est diffusée par la station Seattle radio le 2 septembre. La chanson est téléchargeable sur iTunes le 22 septembre 2009. Il a été établi que c'est la chanson la plus rapidement vendue de l'année 2009 en musique country, ainsi que la plus rapidement vendue de Carrie Underwood.  Cowboy Casanova devient son onzième single numéro un.
Le 18 septembre 2009, Carrie Underwood est intronisée à l'Oklahoma Music Hall of Fame de Muskogee. Pendant le spectacle qui suit la cérémonie, Carrie Underwood chante Cowboy Casanova. La chanson est également interprétée lors de l'épisode du CMT Invitation Only où elle est invitée. Elle y interprète également deux nouvelles chansons de l'album, Temporary Home et Undo It. L'épisode est diffusé sur Dish Network le 3 novembre et décembre sur CMT.
Elle fait une escale à Singapour afin de promouvoir son album sorti le 2 novembre 2009 dans cette ville et dans diverses parties de l'Asie. Carrie Underwood se déplace à New York pour y fêter et promouvoir son album. Elle chante Cowboy Casanova dans le talk show Late Show with David Letterman le 2 novembre. Elle donne un concert spécial en plein air au Lincoln Center pour l'émission Good Morning America sur ABC le jour de sortie de l'album.
Le 10 novembre 2009, Carrie Underwood et Brad Paisley donnent un mini-concert gratuit au centre-ville de Nashville pour l'émission Good Morning America un jour avant la remise des prix des CMA Awards. Elle chante All-American Girl (tiré de son album Carnival Ride) et Temporary Home (tiré de Play On) durant un spectacle ouvert au public. Les deux artistes coaniment la soirée 2009 des CMA Awards le 11 novembre 2009 pour la deuxième fois. Elle reçoit deux nominations : « Interprète féminine de l'année » et « Événement musical de l'année » pour I Told You So. Elle chante Cowboy Casanova à la remise des prix.
Annoncé pour le 17 novembre, le second single extrait de son album Play On, Temporary Home, ne sort sur les radios country que le 14 décembre 2009. Mais Carrie Underwood le chante en avant-première le 16 novembre 2009 lors de l'émission The Tonight Show with Conan O'Brien sur NBC. Le clip de Temporary Home est disponible depuis le 1er février 2010.
Carrie Underwood est présente lors de l'émission CNN Heroes où elle interprète Change accompagnée d'un orchestre symphonique le 26 novembre 2009. Elle fait une apparition dans la série TV How I Met Your Mother (saison 5, épisode 16) dans le rôle de Tiffany diffusée le 1er mars 2010.

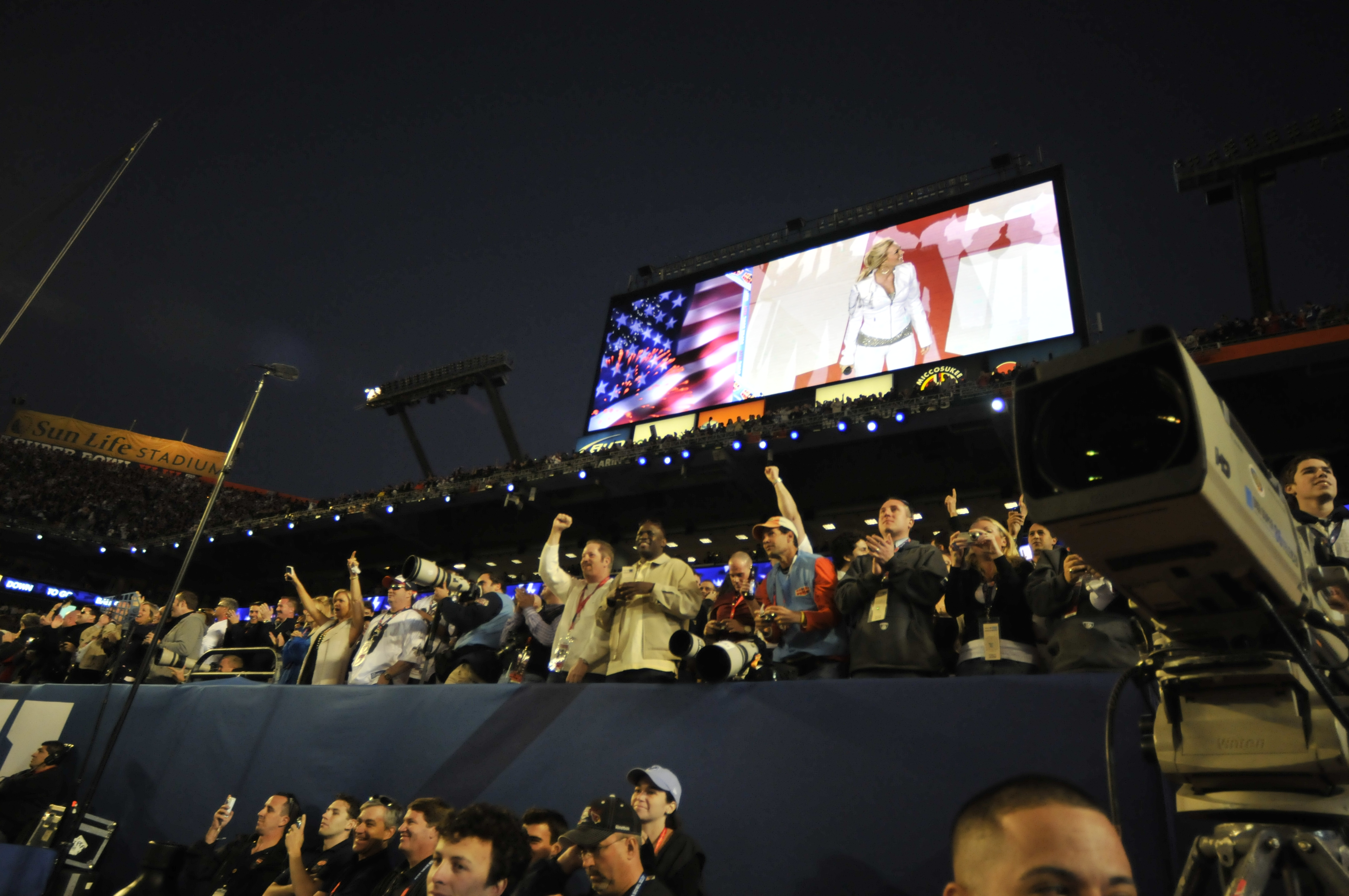
Carrie chantant The Star-Spangled Banner au Super Bowl XLIV au Sun Life Stadium de Miami Gardens.

Carrie Underwood présente sa propre émission spéciale Noël, Carrie Underwood: An All-Star Holiday Special, un spectacle de deux heures sur la Fox diffusé le 17 décembre 2009. De nombreux artistes y participent en particulier Dolly Parton, Brad Paisley et David Cook.
Carrie Underwood est nommée à la 52e cérémonie des Grammy Awards qui se déroule le 31 janvier 2010. La chanteuse y concourt dans les catégories « meilleure performance féminine » pour Just A Dream et « meilleure collaboration country » pour son duo avec Randy Travis sur I Told You So. La chanteuse remporte le second prix.
Le 7 février 2010, Carrie Underwood sonne le début du Super Bowl XLIV, en chantant The Star-Spangled Banner, l'hymne américain au Sun Life Stadium de Miami Gardens (Floride) où sont domiciliés les Dolphins de Miami,.

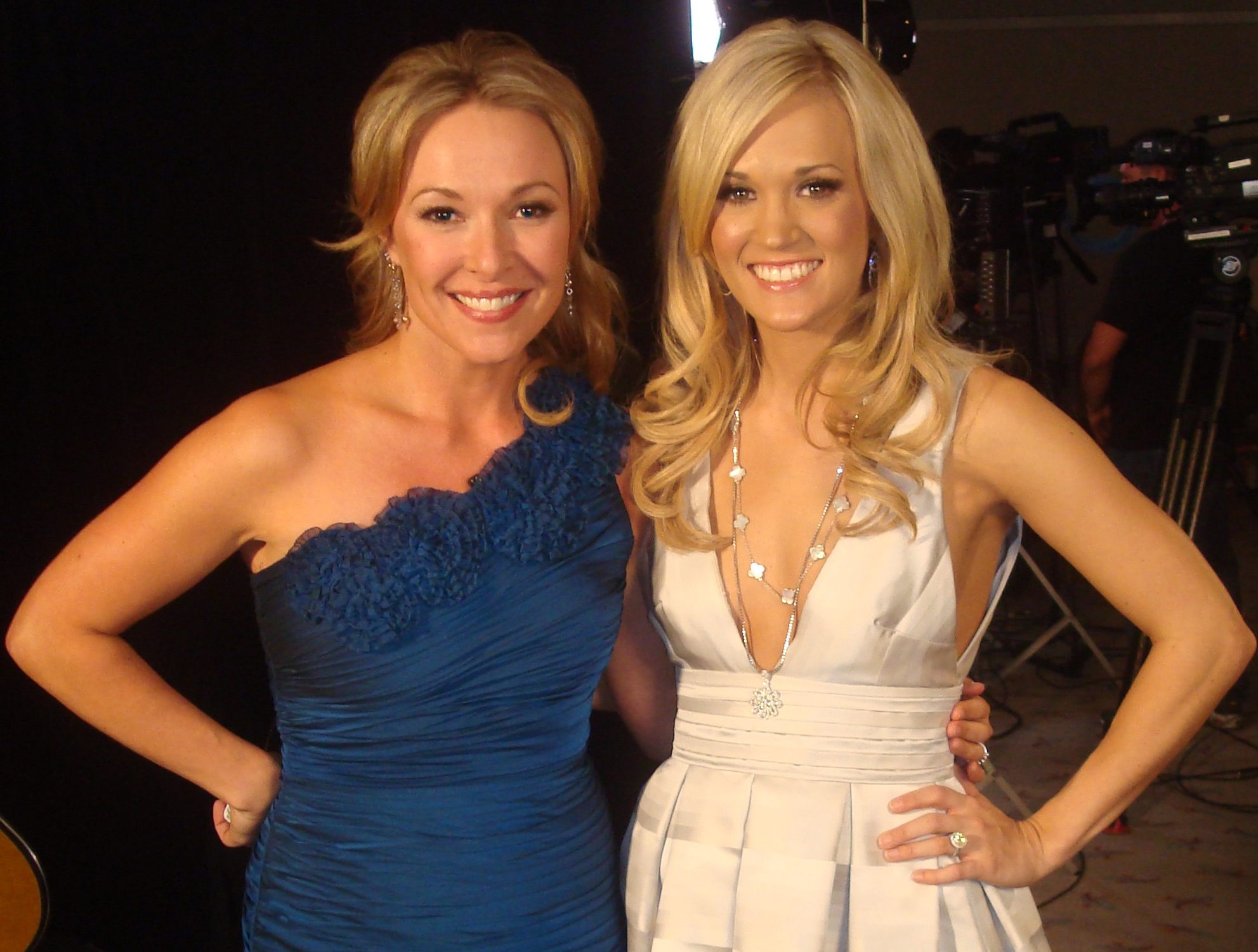
Katie Cook et Carrie Underwood aux 45e Academy of Country Music Awards.

Elle est ensuite nommée six fois, le 2 mars 2010, pour les Academy of Country Music Awards : « artiste de l'année », « album de l'année » pour Play On, « interprète féminine de l'année » et « chanson de l'année » pour Cowboy Casanova (en tant qu'auteur et en tant qu'artiste), et « événement vocal de l'année » pour son duo avec Randy Travis avec I Told You So. La cérémonie des ACM Awards a lieu à Las Vegas, Nevada le 18 avril 2010. Lors du show, Carrie Underwood remporte le prix d'« artiste de l'année », devenant la seule artiste country de l'histoire à remporter ce prix deux fois, et de plus consécutivement,. Underwood est l'une des premières artistes à chanter lors des 45e ACM Awards. Elle ouvre le spectacle avec Miranda Lambert en interprétant en duo la chanson de Creedence Clearwater Revival, Travelin' Band, accompagnées par Brad Paisley à la guitare et Charlie Daniels au violon ainsi que John Fogerty lui-même (auteur de la chanson et interprète avec les CCR). Elle chante également Temporary Home pendant le spectacle, après quoi l'hôte Reba McEntire lui décerne le « Prix ACM Triple Couronne » récompensant le triptyque : « meilleur espoir », « meilleure chanteuse » et « artiste de l'année » réalisé au cours de sa carrière. Cette troisième récompense fait d'elle la grande gagnante de cette cérémonie avec Lady Antebellum et Miranda Lambert.
La sortie du troisième single de cet album, Undo It, est prévue sur les radios le 24 mai 2010. Le 20 septembre 2011, le crooner Tony Bennett sort Duets II, un album de duos comprenant le titre It Had To Be You co-interprété avec Carrie Underwood. Elle a également enregistré une chanson en compagnie de Randy Travis pour son opus "Randy's Anniversary Album" sorti le 7 juin 2011. Un titre intitulé "Is It Still Over". Carrie Underwood présentera la cérémonie des Country Music Association Awards le 9 novembre 2011 en compagnie de Brad Paisley. L'événement sera diffusé sur ABC.

#### 2012 à 2013:Blown Away
Carrie Underwood a annoncé, sur son site officiel, la sortie de son quatrième album, intitulé "Blown Away", produit par Mark Bright, pour le 1er mai 2012. Un premier single qui s'intitule "Good Girl" est disponible sur Itunes depuis le 23 février 2012. Il a été écrit par Carrie Underwood, Chris DeStefano et Ashley Gorley et produit par Mark Bright. Le second single choisi pour continuer la promotion de l'album est "Blown Away". L'album est arrivé à la première place des charts américains avec 267 000 exemplaires vendus. En deuxième semaine, l'opus reste à la même position avec 120 000 exemplaires écoulés. La chanteuse s'est produit aux BillBoard Music Awards avec le titre "Blown Away" le 20 mai 2012. Parallèlement, elle chante en duo avec Steven Tyler sur la chanson Can't Stop Loving You, extraite du dernier album d'Aerosmith, Music from Another Dimension!.

#### 2014: Greatest Hits: Decade #1
En septembre 2014, underwood apparait sur le Today Show, elle y annonce qu'elle sortira une compilation qui est sortie le 9 décembre 2014,.
Le single leader de la compilation sera Something In The Water. Le single atteint le numéro 1 du Billboard Hot Country Songs, ce single devient son 14e single a atteindre le n°1 et son 2e en 2014. Avec 14 single n°1, elle a le record de l'artiste féminine country avec le plus de single n°1 au Billboard Hot Country Songs dans le Guinness book. La chanson a aussi atteint de le Hot Christian Songs pendant plusieurs semaines consécutives. La chanson a débuté au n°24 au Billboard Hot 100. Le 31 janvier 2014, Carrie Underwood dévoile le clip du deuxième single de Greatest Hits: Decade #1, Little Toy Guns.
2015-2016 : Storyteller
Fin 2015, Carrie Underwood, revient avec un nouvel album studio porté par le single Smoke Break, qui obtient une timide 43e place dans le Billboard Hot 100. Suit un deuxième extrait, Heartbeat, qui se classe un rang plus haut. C'est la première fois pour Carrie que deux extraits provenant d'un album ne parviennent pas à se classer dans le haut du Billboard. En mai 2016, elle décide néanmoins de sortir Church Bells, troisième extrait dans son pays natal. En septembre, Carrie veut lancer un quatrième extrait, Dirty Laundry, mais devant l'échec commercial (pas un seul classement dans le Billboard en septembre 2016), l'idée semble abandonnée. Malgré la qualité de son opus, Carrie Underwood n'aura aucun Top 20 avec cette ère prouvant que les gens préfèrent écouter de la pop facile. Storyteller, pourtant plus mature même si on ne retrouve pas des perles comme Before He Cheats, Cowboy casanova, Undo It et Blown Away aurait pu voir des morceaux comme Renegade Runaway ou Mexico figurer en singles potentiels.
 2018 : Cry Pretty 
En septembre 2018, Carrie Underwood effectue son retour avec son sixième album, Cry Pretty, album auquel elle aura contribué à l'écriture de chacune des chansons, une première dans son cas. Le sixième album de Carrie sera son quatrième numéro un au Billboard. L'album a connu la meilleure semaine de lancement au niveau des ventes depuis l'album "Kill The Lights" de Luke Bryan, en 2015.
Le premier single du même nom, "Cry Pretty", avait été lancé le 11 avril 2018. Le single a été classé #1 au Billboard "The 20 Best Country Songs of 2018". Le vidéoclip de Cry Pretty a été nommé aux CMA Awards de 2018.
Le 31 août 2018, le deuxième single de l'album, "Love Wins", est lancé, quelques jours avant le lancement du nouvel album. Le vidéoclip a fait sa première mondiale le 10 septembre 2018 sur Apple Music.
Le 23 octobre 2018, l'album est certifié or avec 500 000 copies totales incluant le streaming. 401 000 copies ont été vendues en 2018.

### Carrière d'actrice
En plus de ses chansons déjà entendues dans deux films de cinéma ainsi que figurant dans une émission spéciale, Carrie Underwood a fait ses débuts dans l'épisode 16 de la saison 5 de la série télévisée américaine How I Met Your Mother diffusée sur CBS, sur Global au Canada, sur Canal+ depuis le 11 février 2007 et sur NT1 depuis le 1er septembre 2008 en France.
Cette première est suivie par le film indépendant Soul Surfer de Sean McNamara racontant la vie de la surfeuse hawaïenne Bethany Hamilton, dont le tournage a commencé le 2 février 2010.
Elle apparaît également en tant que parodie Worm de son personnage dans la série populaire pour enfants 1, rue Sésame sur le réseau PBS dans l'épisode du 11 février 2010, ainsi que dans les épisodes des 17 mars 2010, 8 avril 2010 et 26 avril 2010, elle est présentée en ver de terre par le coureur automobile Jeff Gordon (qui ressemble au chanteur de country Brad Paisley).

## Image publique
Depuis sa victoire à American Idol, elle fait souvent la une des magazines comme Elle édition américaine, Cosmopolitan de février 2010 ou du numéro d’Allure magazine d'avril 2010 pour fêter son douzième single numéro un aux États-Unis,. Carrie Underwood figure sur la couverture de The World Almanac and Book of Facts avec le président Barack Obama, la First Lady Michelle Obama et le lanceur de baseball des White Sox de Chicago Mark Buehrle. En 2007 Askmen la classe 62e dans son classement 2009 des 100 plus belles femmes du monde et en 2009 47e.
Le 22 octobre 2008, la statue de cire de Carrie Underwood au Musée de Madame Tussaud's à Times Square à New York a été dévoilée. La création de la figure a commencé quand une équipe d'artistes des studios de Madame Tussauds studio a rencontré Carrie Underwood en tournée pour la confection de son personnage assis. Elle participe avec enthousiasme au processus de prise de figure, non seulement elle passe plus d'une heure avec les artistes du studio, mais elle offre aussi généreusement une réplique de la robe qu'elle portait aux CMA Awards de 2006, quand elle a été nommée « interprète féminine de l'année ». « Nous sommes ravis que Carrie ait pu se joindre à nous aujourd'hui pour dévoiler sa silhouette. Non seulement elle est une superstar de bonne foi avec les fans du monde entier, mais elle est aussi une jeune femme incroyablement généreuse, un vrai modèle pour les jeunes d'aujourd'hui. Nous savons que nos clients apprécieront sa reproduction, et nous avons hâte qu'ils la découvrent », déclare Janine DiGioacchino, directrice générale du musée de cire de Madame Tussaud's à New York et à Washington DC Carrie Underwood fait maintenant partie de l'attraction VIP Chambre et pose debout avec les mains sur les hanches.

## Influence
Concernant l'album Some Hearts Stephen Thomas Erlewine dit « Elle est très convaincante aussi bien sur des chansons sentimentales comme Jesus, Take the Wheel que sur la « flambée » des chansons pop comme Some Hearts. Sur le reste de l’album, la production est chaude, les airs inoffensifs, elle navigue entre le monde country et le monde pop avec aisance, et c’est surtout sympathique que Carrie Underwood soit une ancienne d’American Idol ».
Le site AllMusic a classé l'album Carnival Ride comme « country totalement contemporaine » et a déclaré « Ce qui est remarquable au sujet de Carnival Ride est que c'est plus intense que Some Hearts ». Ils ont également salué l'album pour avoir « l'apparence d'un cœur sincère, quelque chose qu'aucun autre grand album de country-pop n'a eu depuis Come on Over de Shania Twain ». Quant à USA Today il fait l'éloge de l'album pour sa polyvalence en affirmant que « les chansons d'appel de la vulnérabilité (You Won’t Find This), de l'urgence (Flat on the Floor), de la sympathie (Crazy Dreams), l'humour (The More Boys I Meet, le slogan qui fait « Plus j'aime mon chien ») et l'extrême le jeu de rôle (Last Name, saga d'une qui se transforme en un impulsif mariage à Las Vegas ».
En parlant de l'album Play On, Stephen Thomas Erlewine d'AllMusic dit qu'il fait valoir que « Carrie Underwood est encore nominalement une artiste country et parfois même si elle chante appuyée par des violons et des guitares en acier, ce n'est pas une chanteuse pop pure et simple, que ce soit les rythmes de tonnerre dans le style de Shania Twain comme dans Cowboy Casanova ou la succession de mélodies larmoyantes sur ces ballades ». Sean Daly du St. Petersburg Times écrit à propos de la chanson Someday When I Stop Loving You qu'elle « a un vague sens des années 70 et rappelle tous ces grands morceaux du vieux Chicago ». Pour d'autres comme Blake Boldt de 9513 Country Music le titre fort de l'album est Someday When I Stop Loving You, qui est « une chanson encadrée merveilleusement par sa performance délicate, tandis que What Can I Say, en collaboration avec le trio familial Sons of Sylvia est une solution simple et élégante de déclaration de la nostalgie ».

## Autres activités

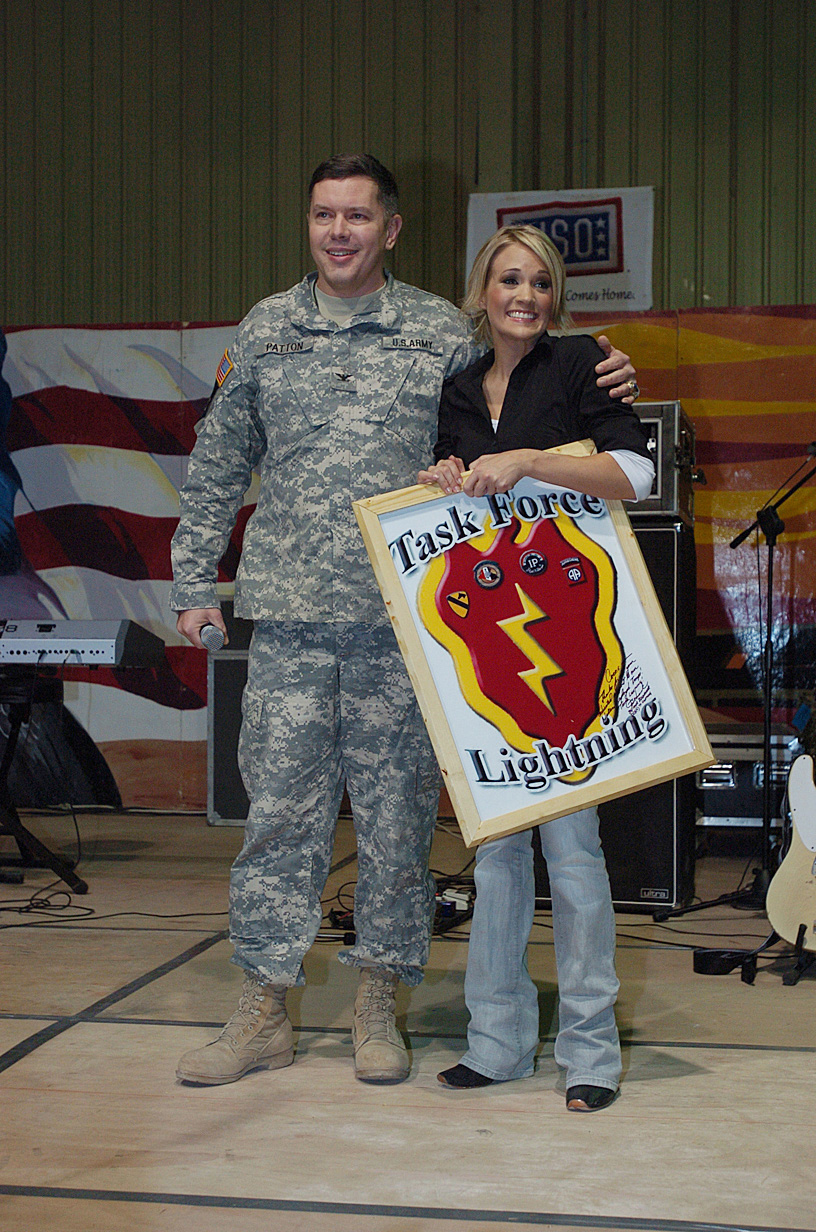
Carrie Underwood recevant un cadeau de la d'infanterie (Task Force Lightning) après son passage à Tikrit, en Irak, en décembre 2006.

En plus d'être une chanteuse, Carrie Underwood est aussi une guitariste et une pianiste. Elle joue de la guitare pendant les représentations de certaines chansons comme Don’t Forget to Remember Me et Inside Your Heaven lors de certains de ses concerts en direct, ainsi que sur les albums. Elle utilise une guitare McPherson avec une ouïe de compensation.
Carrie Underwood est une amoureuse des animaux et une végétarienne. Elle cesse la consommation de viande à l'âge de treize ans car elle ne pouvait pas supporter l'idée de manger un de ses propres animaux. Elle est classée dans le Top10 des personnalités végétariennes par Directoïd. Elle est élue en tant que « Plus sexy végétarienne du monde » par PETA (People for the Ethical Treatement of Animals) en 2007 pour la seconde fois, la première étant en 2005 aux côtés du chanteur de Coldplay, Chris Martin. Dans une interview 2007 avec PETA, Underwood déclare : « Depuis toute petite, j'aime les animaux ... Si vous me disiez que je ne pourrais jamais chanter à nouveau, je dirais que c'est horrible, mais ce n'est pas ma vie. Si vous me disiez que je ne pourrais jamais être à nouveau autour des animaux, je voudrais juste mourir ». Carrie Underwood est une adhérente de la Humane Society of United States (HSUS) qui milite activement en faveur de cette organisation. En outre, Carrie a aussi enregistré une annonce de service public, « Protect Your Pets » (protégez vos animaux de compagnie) pour l’association à but non lucratif Do Something (en).

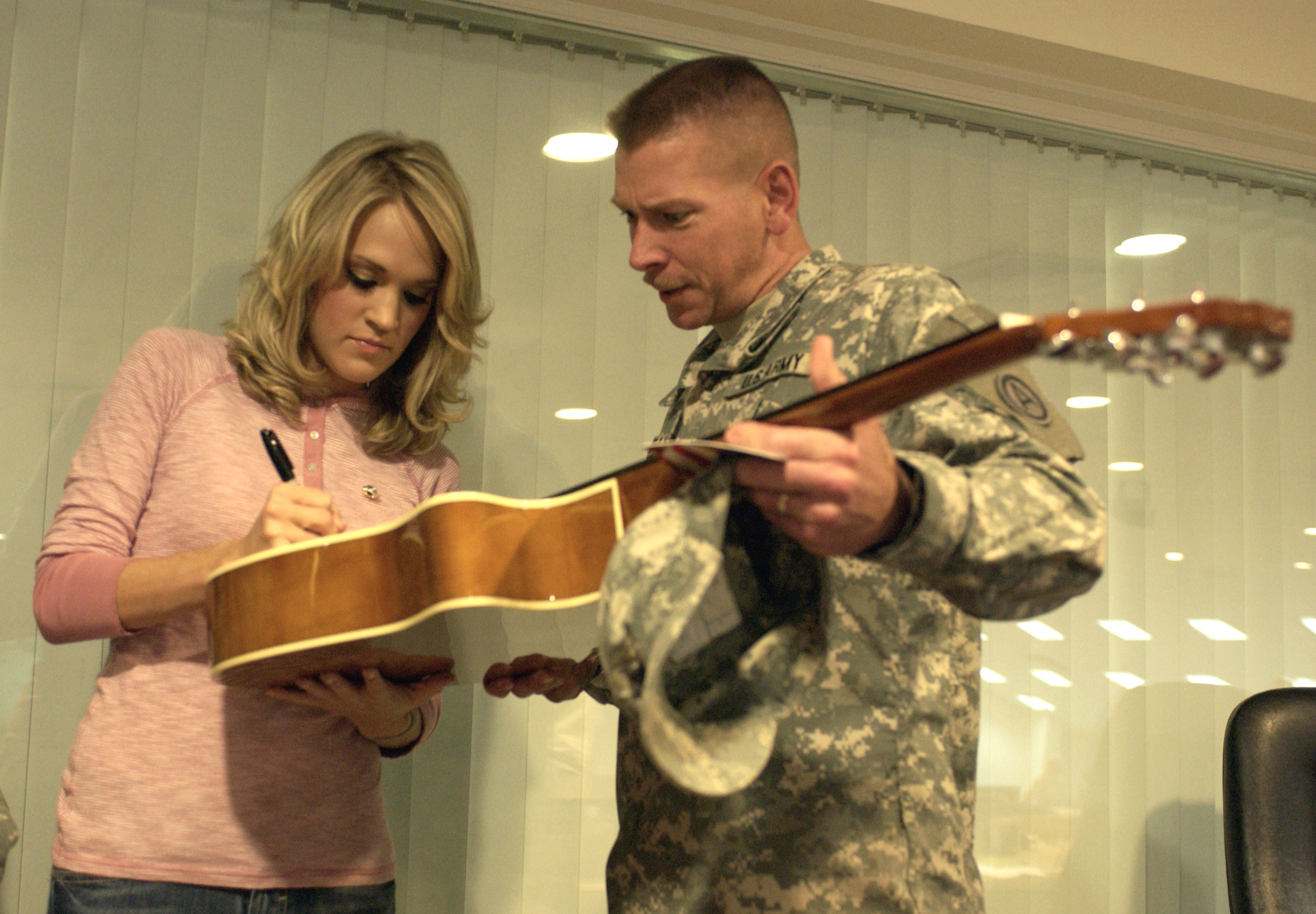
Carrie dédicaçant une guitare au Sgt. Ricky Bakke au Koweït le 13 décembre 2006.

Carrie Underwood prête également sa voix au profit de la recherche contre le cancer. Elle figure sur la chanson diffusée le 5 septembre 2008 sur ABC, CBS et NBC Just Stand Up! avec Mariah Carey, Beyoncé, Leona Lewis, Sheryl Crow, Fergie, Miley Cyrus, Mary J. Blige, Rihanna, Melissa Etheridge, Ashanti, Natasha Bedingfield, Keyshia Cole, Ciara et LeAnn Rimes. Le produit des ventes du disque revient à l'association Stand Up to Cancer (SU2C). À la suite de leurs efforts de collecte de fonds, le SU2C comité consultatif scientifique, supervisé par l'Association américaine de recherche sur le cancer est en mesure d'attribuer 73,6 millions de dollars pour des nouveaux travaux sur la recherche de pointe.
Originaire de l'est de l'Oklahoma, elle a coécrit une chanson dédiée à sa ville natale, I Ain't in Checotah Anymore. En décembre 2005, Underwood est nommée Oklahoman de l'année par le magazine Oklahoma Today. Carrie Underwood participe au « USO Tour de Noël en Irak et au Koweït » pendant les fêtes de fin d'année 2006 pour les troupes américaines.
Carrie Underwood montre également qu'elle a un grand intérêt dans le sport. En 2005, elle interprète le Star-Spangled Banner pour le quatrième match de la Finale NBA entre les Spurs de San Antonio et les Pistons de Détroit, et en 2006 aux NBA All-Star Game. Elle interprète également le Star-Spangled Banner à la finale de la conférence nationale de football entre les Seahawks de Seattle et les Panthers de la Caroline en 2006, ainsi que lors de l'épreuve du 28 mai 2006 de la NASCAR Coupe Coca-Cola 600, du Match des étoiles de la MLB à Pittsburgh et au troisième match de la Série mondiale 2007 de baseball entre le Red Sox de Boston et Rockies du Colorado le 27 octobre 2007 à Denver,. En 2007, elle assiste à un match de la Ligue nationale de hockey entre les Predators de Nashville et Blue Jackets de Columbus aux côtés de Kellie Pickler et Taylor Swift ainsi que d'un autre match entre les Kings de Los Angeles et les Oilers d'Edmonton. Le 7 juin 2007, elle participe à la 17e édition de City of Hope Celebrity, tournoi de softball à Nashville au profit de la recherche pour les maladies mortelles[évasif]. Elle participe également le 8 juin 2008 et le 11 juin 2009 aux 18e et 19e éditions du City of Hope Celebrity.
En juillet 2012, elle a publiquement soutenu le mariage de personnes de même sexe, en soulignant que son Église évangélique GracePointe Church à Nashville était gay-friendly . 
Elle est annoncée pour chanter America the Beautiful lors de la cérémonie d'investiture du président Donald Trump, en janvier 2025.

## Vie privée
Underwood est chrétienne évangélique,.
Carrie Underwood chante à la mi-temps du match de football du jour de la Thanksgiving 2006 au Texas Stadium d'Irving où elle devient amie avec le quaterback des Cowboys de Dallas Tony Romo. Elle assiste à sa fête d'anniversaire en avril 2007 et le 15 mai 2007, il l'escorte à l'Academy of Country Music Awards. Bien qu'elle ait toujours nié la rumeur, Romo confirme leur romance. Romo est cité comme ayant dit sur son site internet : « ... Je suis avec Carrie Underwood ». Il déclare également à un journal de l'Illinois qu'ils sortent ensemble.
En août 2007, Underwood est vue avec Chace Crawford, de la télé série américaine Gossip Girl. Le 4 octobre 2007, le magazine People divulgue qu'ils ont été vus se tenant la main à New York. Mais, selon d'autres rapports, ils mettent ensuite fin à leur relation au printemps de 2008.
Carrie Underwood rencontre pour la première fois en mars 2008 le Canadien Mike Fisher, alors joueur de hockey sur glace de l'équipe canadienne les Sénateurs d'Ottawa, lorsqu'il se rend en coulisses pour parler avec elle après qu'elle a donné un concert à Ottawa. Après s'être fiancés en décembre 2009, Carrie Underwood annonce leur mariage le 12 janvier 2010,. Vivant souvent loin l'un de l'autre, Carrie déclare : « Nous serons des petits nomades pendant un moment, avant que l’un de nous deux arrête sa carrière. Le fait de ne pas être au même endroit ne va pas détruire notre relation. Nous nous faisons complètement confiance. ». Elle aimerait que le mariage ait lieu en dehors des États-Unis, par exemple dans un château en France. Après leur apparition commune à la cérémonie des CMT en juin 2010, Carrie Underwood a déclaré que Fisher avait planifié une lune de miel surprise  après leur mariage de l'été.
Le 10 juillet 2010, Carrie Underwood et Mike Fisher se sont mariés au Ritz Carlton Resort à Reynolds Plantation à Greensboro en Géorgie, avec plus de 250 invités parmi lesquels les joueurs des Sénateurs d'Ottawa, Tim McGraw, Faith Hill, Garth Brooks, et les candidats d'American Idol, ainsi que les juges Paula Abdul, Simon Cowell et Randy Jackson. Le couple a donné au magazine People, la déclaration suivante, signée  Mike et Carrie Fisher : « Nous ne pouvions pas nous sentir plus heureux de s'être retrouvé les uns les autres et d'avoir partagé cette journée avec nos amis et la famille et cela veut dire beaucoup pour nous ! » Selon le magazine People Monique Lhuillier a créé une robe de dentelle Chantilly et organza de soie pour Carrie et a également conçu les robes des demoiselles d'honneur, Carrie portait également un diadème orné de plus de 40 carats de diamant, cadeau de son fiancé. La cérémonie comprenait de la musique classique et des lectures des versets de la Bible favoris du couple. Ils sont ensuite partis le 12 juillet 2010 en voyage de noces à Tahiti en Polynésie française.
Le couple a deux garçons, Isaiah (né en 2015) et Jacob (né en 2019).
Carrie et son conjoint Mike Fisher ont été vu ensemble sur le tapis rouge pour le centième anniversaire du Grand Ole Opry House, à Nashville en mars 2025.

## Discographie

### Albums studio
| Année | Titre                                | Certification | Certification |
| ----- | ------------------------------------ | ------------- | ------------- |
|       |                                      | États-Unis    | Canada        |
| 2001  | Carrie Underwood                     | -             | -             |
| 2005  | Some Hearts                          | 9x Platine    | 3x Platine    |
| 2007  | Carnival Ride                        | 4x Platine    | -             |
| 2009  | Play On                              | 3x Platine    | Platine       |
| 2012  | Blown Away                           | 3x Platine    | Platine       |
| 2015  | Storyteller                          | -             | -             |
| 2018  | Cry Pretty                           | Platine       | Platine       |
| 2020  | My Gift (Album de Noël)              | Or            | -             |
| 2021  | My Savior (Album de reprises gospel) | -             | -             |
| 2022  | Denim & Rhinestones                  | -             | -             |

### Autres participations
- Aerosmith
  - Music from Another Dimension! : chant sur Can't Stop Loving You (duo avec Steven Tyler)

## Filmographie
| année | film                                           | Role             |
| ----- | ---------------------------------------------- | ---------------- |
| 2009  | Carrie Underwood: An All-Star Holiday Special  | Elle-même        |
| 2010  | How I Met Your Mother. (Saison 5 - Épisode 16) | Tiffany          |
| 2010  | Sesame Street                                  | Carrie Underworm |
| 2010  | Soul Surfer                                    | Sarah Hill       |
| 2016  | Popstar: Never Stop Never Stopping             | Elle-même        |
| 2021  | Cobra Kai (saison 4 - Épisode 9)               | Elle-même        |

## Tournées
- 2005 : American Idols Live! Tour 2005
- 2006 : Carrie Underwood: Live 2006
- 2008 : Love, Pain and the Whole Crazy Carnival Ride Tour
- 2008 : Carnival Ride Tour
- 2010 : Play On Tour
- 2012-2013 : Blown Away Tour
- 2016 : The Storyteller Tour
- 2019 : The Cry Pretty Tour 360